# Stade olympique d'El Menzah
Le stade olympique d'El Menzah (arabe : الملعب الأولمبي بالمنزه) est situé dans le quartier d'El Menzah, au nord de Tunis et au cœur de la cité olympique.

## Histoire

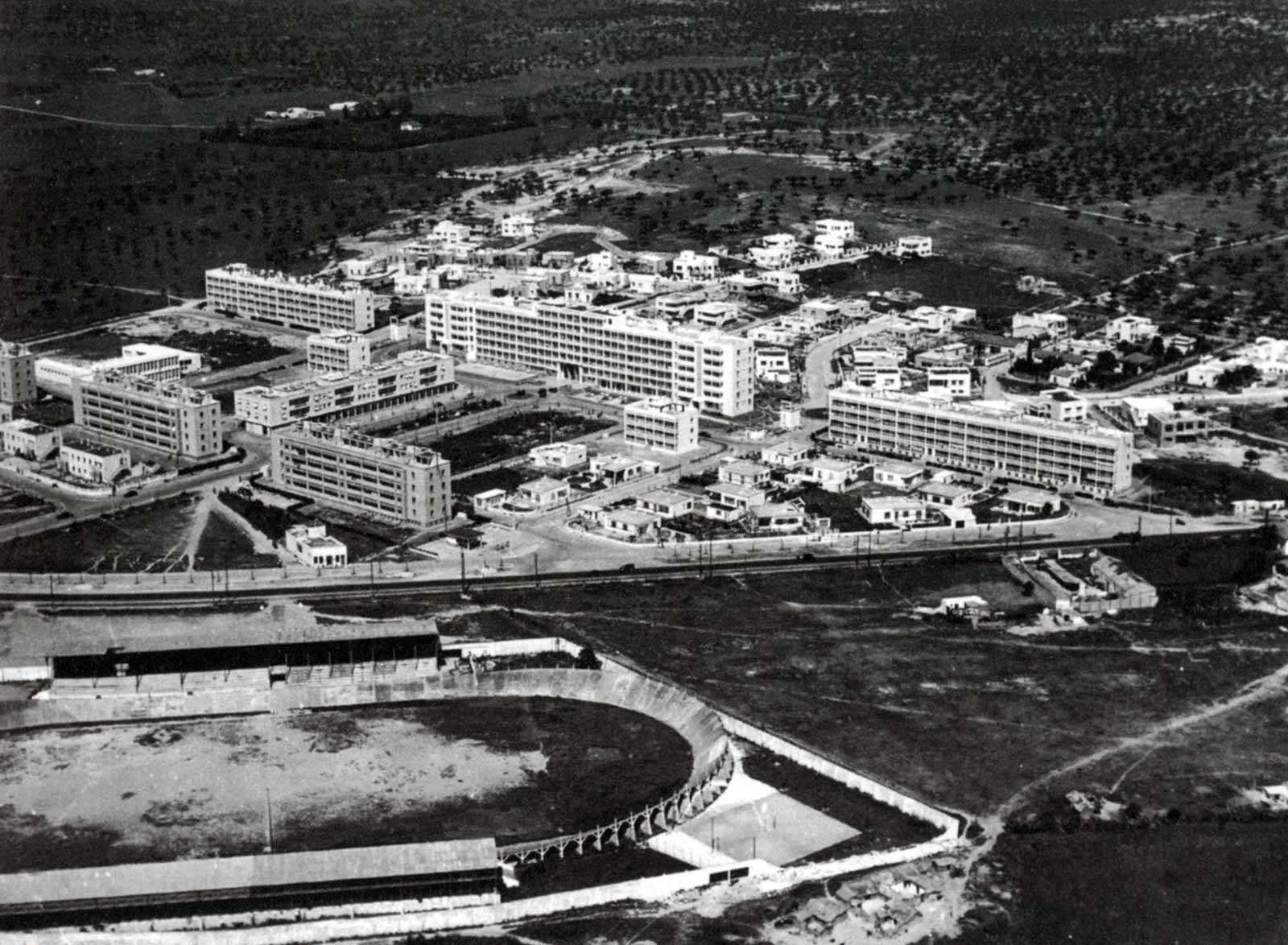
Stade du Vélodrome avant sa démolition.

Le stade du Vélodrome, stade historique qui a précédé le stade olympique d'El Menzah, est construit en 1927 au même endroit et devient le stade de l'Union sportive tunisienne et de l'Italia de Tunis ; il a alors une capacité de 5 000 places. Le stade porte le nom du président de l'Union sportive tunisienne, Henri Smadja, et de Carmel Borg, un homme d'affaires maltais, devenant ainsi le stade Smadja-Borg. C'est aussi le stade principal de l'équipe tunisienne dans les années 1930 et 1940 avant la construction du stade Géo-André en 1942.
Après la Seconde Guerre mondiale, le stade Smadja-Borg est renommé stade Victor-Perez, du nom de Young Perez, un boxeur tunisien tué dans les camps de concentration nazis.
Après l'indépendance, il est démoli et reconstruit en 1967 dans le cadre d'une coopération entre des ingénieurs tunisiens et bulgares.
En 2022, une restauration complète du stade est entamée, pour un budget de 100 millions de dinars.
Le 25 septembre 2023, le ministre de la Jeunesse et des Sports, Kamel Deguiche, confirme les progrès effectués et prévoit l'achèvement des travaux en novembre 2024 sous la supervision conjointe des ministères des Sports et de l'Équipement.

## Enceinte sportive
Il est construit pour accueillir les Jeux méditerranéens de 1967 en même temps que la piscine et le gymnase olympiques. Depuis, il fait partie intégrante du principal complexe sportif de Tunisie. Les trois grandes équipes de football de Tunis, le Club africain, l'Espérance sportive de Tunis et le Stade tunisien y ont joué leurs matchs.
Le stade est entièrement rénové pour la coupe d'Afrique des nations 1994. Il possède alors une capacité de 39 858 places. La partie VIP se compose d'une tribune d'honneur et de deux salons pouvant accueillir 300 personnes en configuration « cocktail ». Le stade a accueilli les matchs de l'équipe de Tunisie de football jusqu'à l'inauguration du stade olympique de Radès en 2001. Aux termes de travaux en 2024, il doit atteindre une capacité de 40 000 places.

## Événements musicaux
Mis à part des activités sportives, le stade a reçu plusieurs personnalités artistiques tels que Michael Jackson qui réunit le 7 octobre 1996 près de 60 000 personnes pour son premier concert en Tunisie, à l'occasion de sa tournée HIStory World Tour, ou encore les deux concerts de Mariah Carey, uniques en Afrique, les 22 et 24 juillet 2006, qui réunissent environ 40 000 personnes.